# 袍哥会
袍哥会，即哥老会，与洪门（天地會）、青帮为清朝三大秘密结社，袍哥会的儀式、章程等，與洪门相當類似，袍哥会在清代初期的四川曾经是少部分人的秘密结社，后期与湘军裁卒关系密切，清末成為半公開的組織，参加者主要是农民、手工业工人。在辛亥革命之后，它长期成为四川大多数成年男性都直接加入或间接受其控制的公开性组织。袍哥会对四川、重庆、湖南社会各方面都有极为重要的影响，这一特点是其他地区未有过的。
在四川（以下四川均含重庆地区）的哥老会成员被称为袍哥，有两种解释，一说是取《诗经·无衣》:“与子同袍”之义，表示是同一袍色之哥弟；另一说是袍与胞谐音，表示有如同胞之哥弟。两种解释相差無幾。

## 产生
啯噜，或作哥老、哥佬，原是方言，意指「结拜兄弟」或「賭徒」。是自清朝乾隆以后在四川省及其周邊的陕南、鄂西、湘西、贵州、云南中出现的以劫夺谋生的异姓结拜团体；啯噜具有分散性，各群之间没有联系，成员被称为啯噜子。 《清史稿》：「蜀民失業無賴者，多習拳勇，嗜飲博，寖至劫殺，號為嘓嚕子。」
这些啯噜游民团伙，主要从事赌博、搶劫、綁票、謀杀、强奸、人口販賣或者逼良為娼等各种犯罪活动，早期，无明確的政治目标和宗教信仰，後期的啯噜受到洪門传入的反清復明思想影響，演變為具有川、湖特色的天地會次團體哥老会。
嘉庆年间，四川、湖北等地白莲教起义时，大批啯噜子加入，有的还成为主力和首领。随着白莲教起义的失败，啯噜在各地都遭到镇压，但仍然在各地活动，还有不少人渗入到清军与衙役之中。为了加强他们内部的组织联系，提高其生存、发展和与官家对抗的能力，他们逐步大量吸收了早已流传入川的天地会的组织形式与联络办法，或直接与天地会徒融为一家，在道光年间发展成为帮会组织哥老会。
哥老会成立的标志的开山堂，即一个哥老会独立组织的成立仪式。最早在四川的开山堂一般被认为是清道光二十八年（1848年）永宁（今叙永）郭永泰开荩忠山，始有山水香堂，以延平郡王招讨大将军印信相号召。据后来袍哥首领人物的记述：“会盟者即达四千余人，不久荩忠山兄弟遍及各行省，而开山立堂者尤以四川为最。”
哥老会产生之后，在各地迅速发展，中國南方多數省份和中國北方部分省份都有它的组织，从总的来看，哥老会的发展有三个特点：
1. 四川数量最多，川东尤其是重庆力量最大。
2. 在湘军等團練营中发展极快。
3. 哥老会虽然分布面广，但仍有很强烈的反清情绪，咸丰年间爆发的历时6年、以四川为主战场的李永和、蓝朝鼎(另参见二郎场之戰)李蓝农民起义的基本力量就是哥老会。以后的历次以反洋教为中心的反清教案的主力也是哥老会，如“一绅二粮三袍哥”，就是四川最大教案大足教案的主力。

## 成员
最初的袍哥会成员大多是社会底层人士，太平天国运动与李蓝起义失败之后，社会更加动荡，大批的流民與退伍的團練軍人加入袍哥会，无钱无势者当袍哥为了求得结援互助。有钱有势的門閥地主，为了控制地方，培植羽翼，也积极加入袍哥队伍。在这种风潮之下，不入袍哥会就很难在社会上立足。

### 五堂與分類
由于参加人数越来越多，袍哥会在四川的各山堂逐渐形成五个有高低之分的堂口，即仁、义、礼、智、信五个班辈，参加仁字堂者以士绅为多；义字堂以商人为主；礼字堂则较多匪盗、地痞和士兵；智字堂多为贫苦农民、手工业者、船夫、车夫；信字堂人数不多，是下九流者，如卖唱、搓澡之流。袍哥一般都不以此为职，但也有少数组织者或骨干以此为职业。还有一部份乡镇山区的袍哥会完全就是绿林作风，占山为王，以抢劫为生，这一类被称为浑水袍哥，另外那些不搞盗、抢等以武力掠夺他人财物的袍哥被称为清水袍哥。从人数上说清水袍哥占大多数。

### 规模
从清朝中期开始哥老会在四川开山立堂开始，清朝政府都把它视作反清、反社会团体，严加打击，因此人员并不是很多，到了清朝末期，因社会动荡且政府对底层的控制力日渐减弱，袍哥会人员迅速增加，最后到了半公开的地步。民国时期，因袍哥会在四川保路运动发挥了积极作用，再加上民国初期，时局混乱，袍哥完全成了公开组织。发展到最后的1940年代末，据估计全川成年男子有30-50%参加了袍哥会（也有人估计川东地区，重庆占70-80%）。

## 组织形式

### 称呼
袍哥会的最初的联络的聚点为山头或香堂，成立一个袍哥会组织就叫开山立堂，山头和香堂的名称就作为袍哥会一个组织的称呼，如莲花山富贵堂、峨眉山顺德堂。后来随着参加人员的逐步增多，聚会场所的变化，袍哥会的组织又改称为码头、公口、社等。

### 地位
袍哥会没有全国性的组织，甚至没有地区性的组织，每一个袍哥会组织都是独立存在的，没有依存、隶属关系，但会经常有人员联系。因此袍哥会的数量众多，一般一个乡或城市的一条街道就有一个，甚至还更多，如1949年成都有公口（包括分社、支社）1000多个，重庆有公口300多个，然而重庆公口下辖的袍哥组织接近整个街道，总人数接近成都每个公口的10倍，占重庆市区男性居民的2/3之多。
到了民国后期曾经有些实力较大的袍哥试图进行合并，达到地区性的统一，如曾由国民政府社会部出面支持，重庆袍哥各界成立了国民自强社，成都相仿成立了国民互助社，但都是只有名义而已，实际仍是独立存在、活动的。

### 内部等级
袍哥组织的内部排行分五个等级，分别称为头排、三排、五排、六排、十排。
- 头排：头排大哥即舵头，也称舵把子、社长。另有闲位大哥，亦如一般社会组织的名誉理事，多为有声望的人，也有绅、商依靠袍哥关系便于在社会上活动的，他们挂个名，赞助若干钱取得“大爷”资格，俗称绅夹皮。
- 三排：又称三哥、钱粮。掌管一社经济及经营的商业（如茶馆、赌场、栈房）。
- 五排：又称五哥、管事、红旗大管事行交际、执法等职，在袍哥中最有社会力量，不少为职业袍哥，也有绅夹皮五哥、闲五。
- 六排：副六也可称五哥，是一般成员。绿林则称蓝旗，是负责巡风探事的小头领。
- 十排：统称老么，有凤尾老么、执法老么、跑腿老么之分。凤尾老么是有家资的年轻后生，可“一步登天海大哥”。执法老么多为流氓凶神，袍哥传堂把守辕门，制裁叛徒充当杀手就是此辈。跑腿老么如茶堂馆、赌场杂务均是。一般老么则是新入组织者。

排行中无二、四、七、八、九。二是不敢僭越关帝君（即关羽，因為《三國演義》的關係，民间称关羽为关二哥、关二爷）。四和七是洪門所忌諱的叛徒之數（洪門中四、七兩排只能由女性擔任，已婚的稱四姊，未婚的稱七妹）。八、九忌杨家将八姐九妹之称。

### 三大会
袍哥一年集会三次：最隆重的一次农历五月十三的单刀会（祭关羽）。七月称中元会，为已故弟兄设祭。腊月称吃团年饭。实则都是为吸收新成员，商谈一些有关香堂内部及对外事务。新参加袍哥得有人引荐，在香堂上行叩拜礼，听舵爷赏封“排行座次”，之后就是袍哥了。

## 历史事件

### 保路运动
1911年5月9日，清政府接受盛宣怀的建议，收回地方筑路权，宣布铁路国有，将集股商办的川汉铁路路权拱手让给外国列强。由于四川人民对于清政府的股权赔偿不满，反清情绪迅速高涨，四川的保路运动在极短期内如火如荼地迅猛展开。两个月中，全川大多数州县建立了保路同志会，其中有同盟会，有立宪派，但最主要的力量是各地的袍哥，同盟军所依靠的力量，也就是袍哥与新军，四川同盟会负责人熊克武、尹昌衡、杨庶堪、吴玉章等人也都加入了袍哥。1911年8月4日，川西各地袍哥大爷到资州（今资中）罗泉井召开袍哥攒堂大会，商议保路反清事宜，决定将保路同志会改为保路同志军，在川西地区举行反清大起义。9月7日成都血案爆发后，以袍哥会为主保路同志军开始全省武装起义。11月22日重庆宣布独立，成立蜀军政府，张培爵被推为蜀军都督，夏之时为副都督。12月8日成都兵变之后，各路同志军进入成都，尹昌衡改组四川军政府，由尹昌衡、罗纶分任正副都督，至此，清政府在四川的统治宣告结束。
保路同志军起事成功后，四川各地成立了大量的袍哥组织，此时的四川，已经成了袍哥的世界。

### 护国战争
袁世凯迫使宣統退位之后，就任中华民国临时大总统。1915年12月12日袁世凯称帝，改中华民国为中華帝國。前云南督军蔡锷、云南将军唐继尧于1915年12月25日在昆明宣布云南独立，并即組織约二万人之护国军讨伐袁世凯，分由蔡锷、李烈钧、唐继尧任一、二、三军总司令；唐继尧兼任云南都督府都督。袁世凯调派八万人进攻云南，在四川被蔡锷大败。在这次护国战争中，同盟会方面又再次拉拢、依靠袍哥，袍哥武装再次集聚，在各地作战。四川护国军司令部就设在温江、崇州、双流三县交界的袍哥码头刘家濠，司令、副司令、参谋长都是原同志军首领、袍哥大爷。

## 消亡
国共战争末期，国民政府希望借助四川特殊的地形延续政权，就如抗日战争时一样，把首都从南京迁移到重庆、成都，后来又迁到西昌，试图在四川与共产党部队抗争下去。大多数袍哥大爷都参加了国民政府所组织抵抗共产党武力進攻的部队，五期“游击干部训练班”的学员大多是袍哥，各地成立的反共救国军、游击挺进军之类基本上全是袍哥武装。解放军奪下四川之后不久，1950年2月，国民党残余力量在川西各地组织了一次反攻，其主要力量也都是袍哥。后来被共产党作为典型批判的大地主刘文彩的弟弟刘文辉组织策划执行了这次反攻，并且拱手交给了共产党。刘文彩就是当时当地哥老会的主要干部。
中华人民共和国成立后，中国政府取缔一切民间社会组织以及社团，并且对抵抗解放军的武装袍哥会进行镇压，其一百多年的风光历史就此基本结束。

## 其他

### 嗨袍哥
在四川话裡把加入袍哥会称为“嗨袍哥”、“嗨皮”；未入会者叫“空子”。

### 茶馆
在袍哥会中茶馆是重要活动场所。各个山头多称XX公，XX社，各占一方“码头”，设茶馆为联络地，也就是香堂所在地，集会多在茶馆中举行。执事袍哥每天必去茶馆处理组织有关事务，接待江湖朋友，称为把水口。茶馆也是袍哥平理、调解纠纷的场所。袍哥会的每年的三大集会也在茶馆举行。

## 影响

### 语言文化
袍哥会的黑话给四川话带来许多新词，如光棍（会员自称）、氉皮（丢脸、伤面子，俗写爲臊皮）、落教（合规矩）、不认黄（不客气或不认账）、地皮风（诽言谤语）、搭手（帮忙）、扎起（大力帮助、袒护）、打平火（分摊伙食费、AA制，俗写爲打平伙）等。

### 流行文化
李劼人的長篇小說《死水微瀾》詳細描述了清末四川教民、袍哥會和官府三方勢力的激盪，展現出當時天主教會勢力之強盛。該小說於1992年改編為電影《狂》，1988年和2008年兩次改編為同名電視劇（參見1988年版《死水微瀾》）。
川菜连锁店哥老官名称即取自“哥老”一词。

## 相关重要人物
- 马福益
- 焦达峰
- 張堯卿
- 楊森
- 朱德
- 杨庶堪
- 吴玉章
- 张培爵
- 刘文辉
- 刘文彩
- 鄧紹昌（鄧小平之父）
- 王亞樵
- 范绍增
- 毕永平
- 杨鸿钧
- 李云彪
- 李堃山
- 林述唐
- 冷开泰
- 陈俊珊
- 杜重石